# Sven Fornander
Sven Gunde Edvin Fornander, född 19 december 1913 i Hagfors församling, Värmlands län, död 9 februari 2005 i Kungsholms församling i Stockholm, var en svensk bergsingenjör och direktör.
Fornander utexaminerades 1939 från Kungliga Tekniska högskolan. Han blev 1958 teknisk direktör vid Surahammars Bruks AB och var 1968–1977 vice VD i samma bolag. Han invaldes 1959 som ledamot av Ingenjörsvetenskapsakademien. År 1974 promoverades han till filosofie hedersdoktor vid Göteborgs universitet. Han var son till direktör Edvin Fornander. Sven Fornander är gravsatt i Högalids kolumbarium i Stockholm.